# Бабуешти (Валча)
Бабуешти (рум. Băbuești) насеље је у Румунији у округу Валча у општини Даешти. Oпштина се налази на надморској висини од 640 m.

## Становништво
Према подацима из 2002. године у насељу је живело 129 становника, од којих су сви румунске националности.